# Julie Ganapathi
Pour plus de détails, voir Fiche technique et Distribution.
Julie Ganapathi est un film indien réalisé par Balu Mahendra, sorti en 2003.

## Synopsis
Julie Ganapathi est une fervente admiratrice de Manga, une émission de télévision populaire. Au fil des ans, elle s'identifie de plus en plus au personnage principal de l'émission. Tenkasi Balakumaran, l'auteur de la série, quitte sa maison pour quelques jours pour écrire seul les derniers épisodes. Sur le chemin du retour, après avoir terminé son travail, son véhicule subit un accident qui le blesse gravement et le paralyse. Julie sauve Balakumaran et le ramène chez lui, mais se révèle être émotionnellement instable et obsédée par le personnage de l'histoire. Julie demande à Bala de lui permettre de lire les scénarios des derniers épisodes qu'il vient de terminer. Les jours suivants, elle lit l'histoire, dont la fin ne lui plaît pas. Elle l'oblige alors à réécrire la fin par divers moyens.

## Fiche technique
- Réalisation : Balu Mahendra
- Scénario : Balu Mahendra
- Photographie : Balu Mahendra
- Montage : Balu Mahendra
- Musique : Ilayaraja
- Société de production : GJ Cinemaa
- Pays d'origine :  Inde
- Langue originale : tamoul
- Genre : thriller
- Durée : 141 minutes
- Dates de sortie : 
  -  Inde : 14 février 2003

## Distribution
- Saritha (en) : Julie Ganapathi
- Jayaram (en) : Tenkasi Balakumaran
- Ramya Krishnan : Vijaya

## Production
Julie Ganapathi est considéré comme une adaptation non autorisée du roman Misery (1987), de Stephen King, Balu Mahendra affirmant avoir réalisé le film d'après une traduction en tamoul d'un roman dont le nom de l'auteur n'était pas mentionné.